# Петрохерсонець
Пе́трохерсо́нець (рос. Петрохерсонец) — село у складі Грачовського району Оренбурзької області, Росія.
Стара назва — Петро-Херсонець.

## Населення
Населення — 505 осіб (2010; 595 у 2002).
Національний склад (станом на 2002 рік):
- росіяни — 84 %